# Alex Trivellato
Alex Trivellato (Bolzano, 5 gennaio 1993) è un hockeista su ghiaccio italiano, milita come difensore negli Schwenninger Wild Wings, squadra della Deutsche Eishockey Liga, e nella Nazionale italiana.

## Carriera

### Club
Nato a Bolzano, ma residente nella vicina Laives, Trivellato iniziò a giocare ad hockey nell'HC Trento e nel Laives.
Nella stagione 2009-2010 si trasferì in Germania, con l'ESV Kaufbeuren dove partecipò al campionato U18, mettendo a segno 30 punti: 22 assist e 8 reti. L'anno seguente venne chiamato a giocare nelle giovanili dell'Eisbären Berlin in DNL, dove mise a segno 22 punti: 17 assist e 5 gol. Nella stagione 2011-2012 gli venne affidata la fascia di capitano, e aumentò il suo score personale a 31 punti: 24 assist e 7 reti.
Nell'estate del 2012 si trasferì in Oberliga (terza serie tedesca) con il FASS Berlin, e al termine della stagione regolare mise a segno 13 assist e 6 reti.
L'anno seguente ritornò Eisbären Berlin, questa volta in DEL, dove raccolse 54 presenze totali condite da 3 assist e 3 reti. Al termine del campionato gli venne rinnovato il contratto fino alla stagione 2014-2015. Nel settembre del 2014 Trivellato passò in prestito ai Dresdner Eislöwen, formazione della DEL2. Nel mese di novembre, dopo le buone prestazioni in DEL2, tornò a vestire la casacca degli Orsi Polari.
Nel luglio del 2015, poco dopo aver ottenuto il passaporto tedesco, fu ceduto in prestito ai Schwenninger Wild Wings, altra formazione della DEL. Scaduto il contratto con Berlino, sottoscrisse un accordo per una seconda stagione coi Wild Wings.
Al termine della stagione 2016-2017 scese di categoria, passando al Bad Nauheim, in DEL2. Già nel mese di novembre fece tuttavia il suo ritorno in una squadra di Deutsche Eishockey Liga, i Krefeld Pinguine. I Pinguine gli rinnovarono il contratto per una ulteriore stagione già nel marzo del 2018. Venne confermato poi anche per la stagione 2019-2020 e per la stagione 2020-2021.
La Deutsche Eishockey-Liga 2020-2021 vide tuttavia rimandato più volte l'inizio, a causa della pandemia di COVID-19. Trivellato, che già da qualche giorno si allenava con l'Hockey Club Bolzano, il 15 novembre 2020 ottenne la cessione in prestito alla compagine altoatesina, che doveva fronteggiare la prolungata assenza per infortunio di Ivan Tauferer.
Rientrato a Krefeld rimase in Renania fino a febbraio, quando siglò un accordo con il Västerås IK, squadra dell'Hockeyallsvenskan, seconda lega svedese.
Nell'estate 2021 firmò un accordo annuale con il Bolzano, sancendo il suo ritorno nel capoluogo altoatesino.
La stagione fu negativa per la squadra, che rimase fuori dai play-off, ma Trivellato si rivelò una delle note positive, tanto che nel maggio 2022 venne nuovamente messo sotto contratto dagli Schwenninger Wild Wings in DEL. Al termine del campionato rinnovò di un ulteriore anno, assieme al compagno di nazionale Peter Spornberger, il suo contratto con il club tedesco.

### Nazionale
Trivellato giocò nelle formazioni giovanili U18 e U20 della Nazionale italiana vincendo nel 2010 il mondiale di Seconda Divisione U18, giocato in Estonia. Trivellato raccolse in cinque stagioni fra U18 e U20 un totale di 9 punti in 24 partite giocate. Nel 2012-2013 ai campionati mondiali U20, nei quali l'Italia si classificò al terzo posto, vinse il titolo di miglior difensore del mondiale e miglior giocatore dell'Italia.
Fu convocato per la prima volta in Nazionale maggiore in occasione dell'Euro Ice Hockey Challenge di Danzica nel febbraio del 2014. L'esordio avvenne nell'incontro inaugurale perso 2-1 con la Polonia. Nella primavera dello stesso anno partecipò al campionato mondiale Top Division disputatosi in Bielorussia. Nel 2015 disputò il Mondiale di Prima Divisione in Polonia.
Nel febbraio 2016 dovette rinunciare per infortunio alla convocazione per il torneo preolimpico di Cortina d'Ampezzo che vinse poi il Blue Team. La primavera seguente partecipò al Mondiale di Prima Divisione in Polonia, in cui l'Italia riuscì a guadagnarsi la promozione in Top Division. In estate disputò il torneo preolimpico in Norvegia.
Nel 2017 per motivi di salute dovette rinunciare ai Mondiali in Germania.   L'anno successivo disputò i Mondiali di Prima Divisione in Ungheria,  in cui l'Italia riuscì a riguadagnarsi l'accesso ai Mondiali di Gruppo A.
Nel 2019 prese parte ai Mondiali Élite in Slovacchia,  dove fu il capitano della Nazionale italiana che chiuse la rassegna iridata con un'insperata salvezza nell'ultima gara contro l'Austria. Nel maggio 2021 dovette inizialmente rinunciare alla convocazione per i Mondiali di Top Division in Lettonia in quanto positivo al COVID-19, ma una volta guarito, venne aggregato alla squadra disputando il suo primo match contro la Finlandia. L'agosto seguente partecipò al torneo di qualificazione olimpica di Riga.
Nel 2022 disputò i Mondiali di Gruppo A di Helsinki, che si conclusero con la retrocessione degli Azzurri in Prima Divisione. Trivellato, nell'incontro perso 3-1 contro la Slovacchia, realizzò la sua prima rete in una rassegna iridata di Top Division.
L'anno successivo prese parte ai Mondiali di Iª Divisione - Gruppo A di Nottingham.

## Palmarès

### Nazionale
- Campionato mondiale di hockey su ghiaccio Under-18 - Seconda Divisione: 1

Estonia 2010

### Individuale
- Maggior numero di assist per un difensore del Campionato mondiale di hockey su ghiaccio Under-18 - Prima Divisione: 1

Lettonia 2011 (2 assist)
- Maggior numero di punti per un difensore del Campionato mondiale di hockey su ghiaccio Under-20 - Prima Divisione B: 1

Polonia 2013 (3 punti)
- Miglior difensore del Campionato mondiale di hockey su ghiaccio Under-20 - Prima Divisione B: 1

Polonia 2013
- Top Player on Team del Campionato mondiale di hockey su ghiaccio Under-20 - Prima Divisione B: 1

Polonia 2013
- Maggior numero di assist del Campionato mondiale di hockey su ghiaccio - Prima Divisione Gruppo A: 1

Italia 2024 (4 assist)
- Maggior numero di assist per un difensore del Campionato mondiale di hockey su ghiaccio - Prima Divisione Gruppo A: 1

Italia 2024 (4 assist)
- Maggior numero di punti per un difensore del Campionato mondiale di hockey su ghiaccio - Prima Divisione Gruppo A: 1

Italia 2024 (4 punti)